# FK RFS
FK RFS(라트비아어: Rīgas Futbola Skola, 리가 축구 학교)는 라트비아의 리가를 연고로 하는 라트비아의 프로 축구 클럽이다. 현재 라트비아의 최상위 축구 리그인 비르스리가에 참가하고 있다.

## 역사
RFS는 스콘토 FC가 1부 리그 참가 자격을 얻지 못하면서 2016년에 비르스리가로 승격되었다.
2018년 RFS는 처음으로 UEFA 유로파리그 예선에 진출하였다. 그리고 2019년 구단 최초로 라트비아 컵을 우승하였다.
RFS는 2021-22년 UEFA 유로파컨퍼런스리그 1차 예선에서 페로 제도의 클럽인 KÍ 클락스비크를 꺾고 2차 예선에 진출하였다. 이후 2차 예선에서 헝가리의 클럽 푸슈카시 아카데미아 FC를 상대로 승리를 거뒀으나, 3차 예선에서 벨기에의 클럽인 헨트에게 패하였다. 그 해 말, RFS는 첫 번째로 비르스리가를 우승하여 2022-23년 UEFA 챔피언스리그 예선에 참가하게 되었다. RFS는 1차 예선에서 HJK 헬싱키에게 패하여 유로파컨퍼런스리그 2차 예선으로 떨어졌다. 이후 2차 예선 부전승, 3차 예선에서 몰타의 챔피언 하이버니언스를 꺾고 플레이오프 라운드에 진출하였고, 이후 플레이오프 라운드에서 북아일랜드의 클럽 린필드를 꺾으며 조별 리그 단계에 진출하였다. RFS는 2009-10년 UEFA 유로파리그 조별 예선에 진출했던 FK 벤츠필스 이후 두 번째로 유럽대항전 조별 리그 단계에 진출한 라트비아 클럽이 되었다.

## 우승 기록
- 라트비아 비르스리가

● 우승 (3): 2021, 2023, 2024
- 라트비아 컵

● 우승 (3): 2019, 2021, 2024

## 선수 명단

### 현역
참고: FIFA 자격 규정에 따라 소속된 국가대표팀 국기를 표시합니다. 선수는 복수의 FIFA 비회원국 국적을 가지고 있을 수 있습니다.
| 번호 | 포지션 | 국적       | 이름                  |
| ---- | ------ | ---------- | --------------------- |
| 10   | MF     |            | 야니스 이카우니엑스   |
| 11   | DF     |            | 로베르츠 사발니에크스 |
| 19   | MF     |            | 비티뉴                |
| 43   | DF     | 슬로베니아 | 지가 리푸슈체크       |

| 번호 | 포지션 | 국적 | 이름 |
| ---- | ------ | ---- | ---- |